# Swarzędz
Swarzędz (udtale: [ˈsfaʐɛnt͡s]; tysk: Schwersenz) er en by i den centrale  del af  voivodskabet Storpolen i  det vestlige centrale del af Polen. Byen   har 29.295(2021) indbyggere og et areal på 8,16  km², og er en del af   powiatet Poznań.

## Historie
Swarzędz' etymologi tages ofte som et bevis på områdets betydning i den Slavisk mytologi og kulten omkring Svarog.
De dokumenterede beviser for en bosættelse på stedet for nutidens Swarzędz stammer fra 1366. I 1377 er der omtale af en præstegård i bosættelsen.
På grund af sin fordelagtige beliggenhed på ruten fra Poznań til Masovien udviklede byen sig godt. Bebyggelsen var tidligere i privat eje. Oprindeligt ejet af Łodzia adelsfamilien, fra det 15. århundrede overgik den til Górka-adelsfamilien Łodzias våbenskjold.
I 1638 blev byen Grzymałowo, opkaldt efter dens grundlægger, voivode Kalisz Zygmunt Grudziński, grundlagt på stedet for landsbyen, der dog forblev  kendt under det gamle navn Swarzędz. Byrettighederne blev bekræftet af den polske kong Vladislav 4. Vasa. Administrativt var det en del af provinsen Storpolen i  Kongeriget Polens krone. I det 17. århundrede blev der dannet lauger for handel og håndværk.